# Bertalan Hajtós
Bertalan Hajtós (né le 28 septembre 1965) est un judoka hongrois. Il participe aux Jeux olympiques d'été de 1992 en combattant dans la catégorie des poids légers. Il y remporte la médaille d'argent, s'inclinant en finale face au japonais Toshihiko Koga. Durant sa carrière sportive, il monte sur de nombreux podiums européens et sur un podium mondial.

## Palmarès

### Jeux olympiques
- Jeux olympiques de 1992 à Barcelone,  Espagne
  -  Médaille d'argent.

### Championnats du monde
- 1993 à Hamilton,  Canada :  Médaille d'argent.

### Championnats d'Europe
- 1985 à Hamar,  Norvège :  Médaille d'argent.
- 1986 à Belgrade,  Yougoslavie :  Médaille d'or.
- 1989 à Helsinki,  Finlande :  Médaille d'argent.
- 1990 à Francfort,  Allemagne :  Médaille de bronze.
- 1994 à Gdansk,  Pologne :  Médaille de bronze.
- 1998 à Oviedo,  Espagne :  Médaille d'or.